# Болоньетта
Болоньетта (итал. Bolognetta) — коммуна в Италии, располагается в регионе Сицилия, подчиняется административному центру Палермо.
Население составляет 3438 человек, плотность населения составляет 126 чел./км². Занимает площадь 27 км². Почтовый индекс — 90030. Телефонный код — 091.